# Bahnhof Wriezen
Der Bahnhof Wriezen ist der Bahnhof der Stadt Wriezen im Landkreis Märkisch-Oderland. 1866 ging er an der Bahnstrecke Eberswalde–Frankfurt (Oder) in Betrieb. In den nächsten Jahrzehnten wurden die Bahnstrecke Wriezen–Jädickendorf, die Bahnstrecke Berlin–Wriezen sowie die Bahnstrecke Fürstenwalde–Wriezen eröffnet. 1998 wurde der Verkehr auf dem Streckenabschnitt zwischen Wriezen und Tiefensee eingestellt. Das Empfangsgebäude und weitere Anlagen stehen unter Denkmalschutz.

## Lage
Der Bahnhof befindet sich am Streckenkilometer 75,57 der Bahnstrecke Eberswalde–Frankfurt (Oder). Die Strecke von Berlin nach Godków kreuzte sich in Wriezen. Der Ausgangspunkt der Strecke Fürstenwalde–Wriezen war ebenso in Wriezen. Der Stadtkern liegt etwa 750 Meter nordwestlich. Angrenzende Straße sind die Bahnhofstraße, die Bliesdorfer Straße und die Straße Kleinbahnhof. Etwa elf Kilometer nördlich liegt der Bahnhof Bad Freienwalde (Oder). Der Bahnhof Neutrebbin ist rund acht Kilometer südlich gelegen. Zudem liegt Wriezen auf dem Gebiet des Verkehrsverbundes Berlin-Brandenburg (VBB).

## Geschichte
Am 15. Dezember 1866 wurde der Bahnhof als vorläufiger Endpunkt der Bahnstrecke Eberswalde–Frankfurt (Oder) eröffnet. In den Jahren 1876/77 wurde die Strecke über Werbig bis Frankfurt (Oder) fertiggestellt. Am 20. Dezember 1892 ging die Strecke von Wriezen nach Jädickendorf, heute Godków, eröffnet. Wriezen wurde somit zum Trennungsbahnhof. Seit 15. Oktober 1898 fuhren über die Wriezener Bahn Personenzüge direkt nach Berlin.
Nachdem der Streckenabschnitt nach Berlin eröffnet worden war, war es notwendig geworden, den Bahnhof zu erweitern. Die beiden Hauptgleise 1 und 4 wurden verlängert und man ergänzte Weichenverbindungen. Der Güterschuppen auf der Ostseite musste neuen Freilade- und Rangiergleisen Platz machen. Seitdem befindet sich die Güterabfertigung auf der westlichen Seite des Bahnhofs. Da auch der Personenverkehr immer höhere Zahlen verzeichnete, wurde das Empfangsgebäude erweitert. Außerdem entstanden zwei getrennte Warteräume jeweils für die erste und zweite sowie für die dritte und vierte Klasse.
Am 23. Dezember 1911 ging die Bahnstrecke Fürstenwalde–Wriezen der Oderbruchbahn in Betrieb. Die Züge endeten im Wriezener Kleinbahnhof (Wriezen Kbf). Die Bedienung des Kleinbahnhofs wurde am 25. September 1966 eingestellt. Bis Mai 1995 war allerdings noch der Abschnitt zwischen Wriezen und Thöringswerder in Betrieb.
Im Jahr 1927 erfuhr der Bahnhof einen größeren Umbau der Gleisanlagen, um bei mehrfachen Zugkreuzungen im Bahnhof einen reibungslosen Betrieb, insbesondere auf der Strecke Berlin – Wriezen – Jädickendorf, zu gewährleisten. Bis 1945 gehörte Wriezen zum Betriebsamt Königsberg (Neum). Das Betriebswerk gehörte dem Maschinenamt Eberswalde an. Am 18. und 19. April 1945 wurden Empfangsgebäude und Bahnbetriebswerk im Krieg teilweise zerstört. Laut einer Bestandsaufnahme aus dem Jahr 1948 war der 13-ständige Lokschuppen beschädigt.
Nach der provisorischen Instandsetzung der Bahnanlagen fuhren ab dem Spätsommer 1945 die ersten Züge von Wriezen nach Eberswalde, kurze Zeit darauf auch nach Frankfurt (Oder). Die Wiederinbetriebnahme der Strecken nach Berlin und Fürstenwalde verzögerte sich, da beide Trassen stark zerstört waren. Die Bahn nach Jädickendorf war durch die festgelegte Demarkationslinie, der späteren Oder-Neiße-Grenze, unterbrochen und wurde daraufhin als Reparationsleistung abgebaut. Jädickendorf kam als Godków unter polnische Verwaltung. Im März 1947 wurde der Bahnhof infolge des Oderhochwassers geschlossen. Am 18. August 1947 folgte die Wiedereröffnung der Strecke nach Berlin.
Bis 1953 lag Wriezen im Bereich des Reichsbahnamtes Eberswalde der Reichsbahndirektion (Rbd) Greifswald. Zum 1. Januar 1954 kam Wriezen nach einer Grenzänderung zwischen den Direktionen zur Rbd Berlin. Ab dem 1. April war das Bw Wriezen wieder ein eigenständiges Bahnbetriebswerk.
Nach 1950 wurden die Anlagen des Kleinbahnhofs stillgelegt und die Züge der Oderbruchbahn im Staatsbahnhof abgefertigt. Die Oderbruchbahn selbst ging 1949 in der Deutschen Reichsbahn auf. Die ehemalige Strecke über die Oder nach Godków ging am 15. Oktober 1957 wieder in Betrieb. Personenzüge befuhren die Strecke bis vor die Staatsgrenze bei Neurüdnitz. Die Oderbrücke selbst wurde ausschließlich für militärische Zwecke betriebsbereit gehalten, jedoch nicht mehr befahren. Seit 1968 ist das Wriezener Betriebswerk nicht mehr selbstständig und wurde weiter als Einsatzstelle des Bahnbetriebswerks Frankfurt (Oder) genutzt.
Am 1. Februar 1982 wurde der Betrieb auf dem Streckenabschnitt nach Neurüdnitz eingestellt. Seine Rolle als Trennungsbahnhof verlor Wriezen endgültig am 18. April 1998, nachdem der Reiseverkehr auf der Wriezener Bahn nach Berlin eingestellt wurde. Seitdem handelt es sich nur noch um einen einfachen Zwischenbahnhof. Im Jahr 2014 erfolgte ein umfangreicher Umbau der Gleisanlagen, bei welchem bis auf die beiden Bahnsteiggleise sämtliche Nebengleise entfernt wurden.
Den Lokschuppen der ehemaligen Einsatzstelle mietete eine Privatperson, um eine Kleinloksammlung unterstellen zu können. 2001 wurden sämtliche Gleisanlagen zurückgebaut.

## Anlagen

### Bahnsteige und Gleise

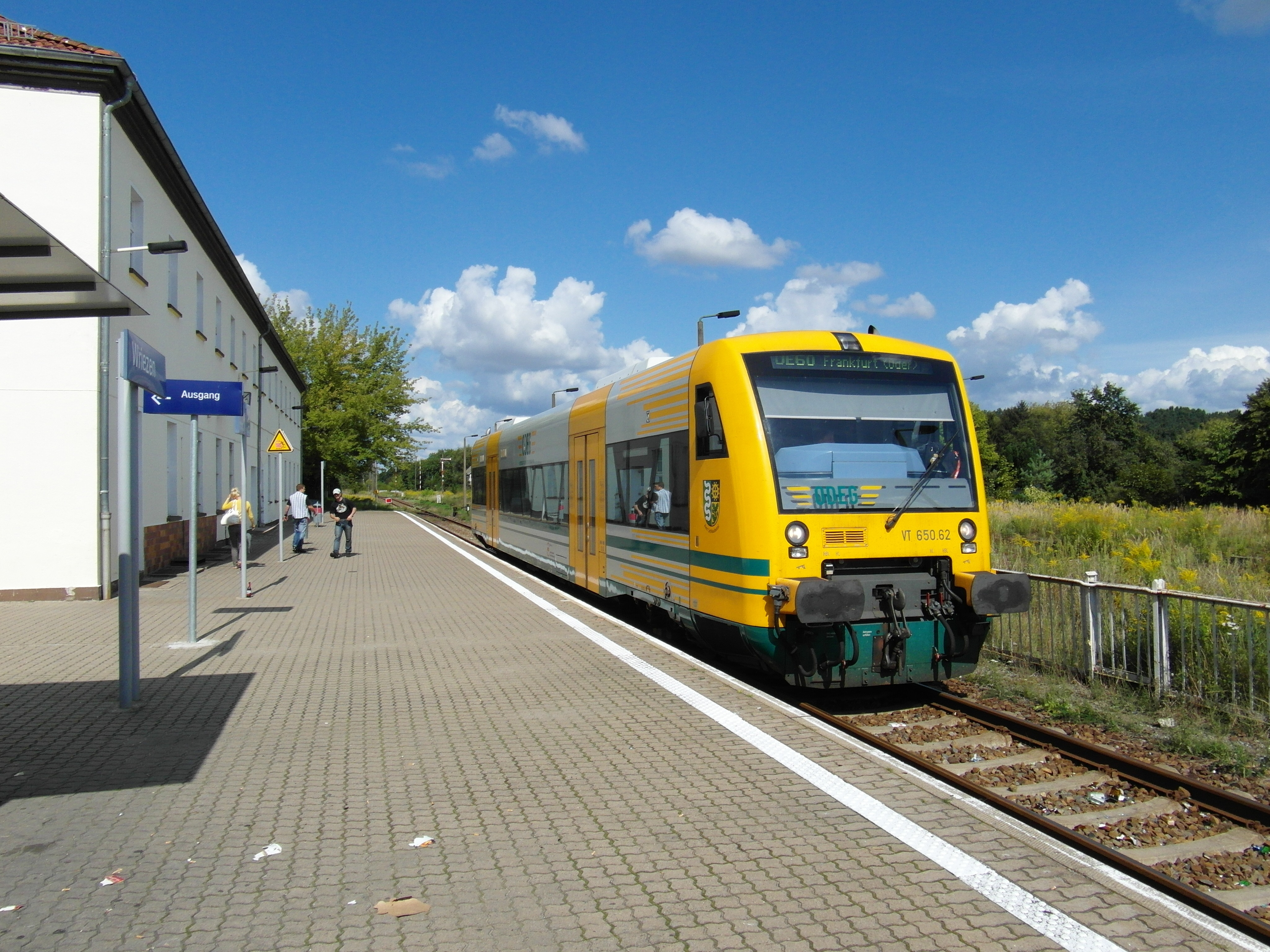
Bahnsteig mit Triebwagen der ODEG, 2012

Der Bahnhof besitzt seit den umfangreichen Um- und Rückbau der Gleisanlagen im Jahr 2014 nur noch zwei Bahnsteiggleise. Ein Bahnsteig hat eine Länge von etwa 95 Metern und ist 38 Zentimeter hoch.
Im Nachhinein wurde ein zweiter Bahnsteig errichtet. Dieser soll in erster Linie die Durchlassfähigkeit der sonst nur eingleisigen Bahnstrecke erhöhen. Seine Länge beträgt 90 Meter, seine Höhe 55 Zentimeter.

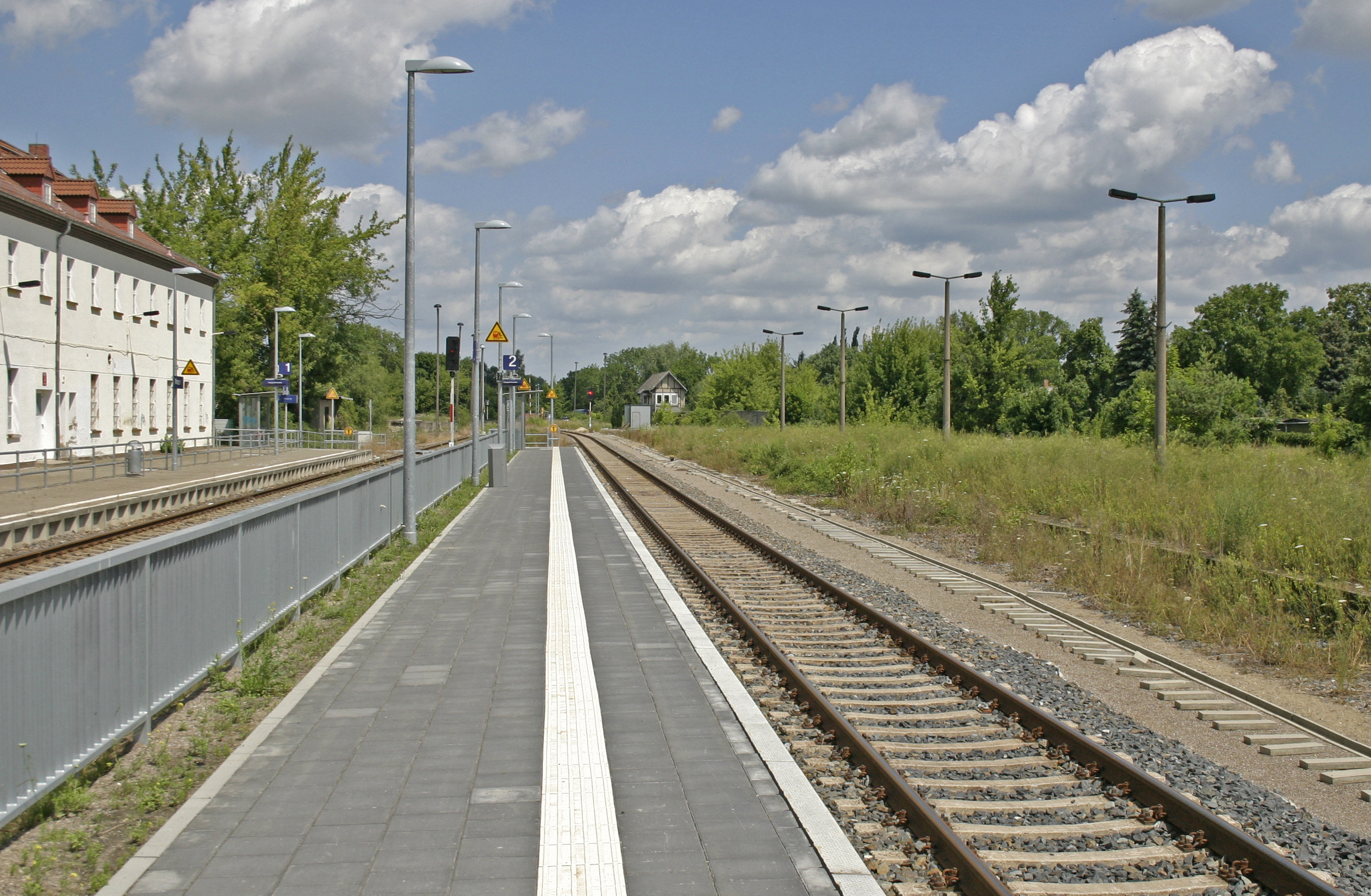
Bahnsteig 2 nach der Modernisierung, rechts angeschnitten der ehemalige Bahnsteig 3, 2015

Zu Beginn der 1960er Jahre verfügte der Bahnhof über die umfangreichsten Anlagen in seiner Geschichte. Am 1. Mai 1962 gab es fünf Hauptgleise. Gleis 1, das durchgehende Hauptgleis der Strecke Eberswalde–Frankfurt (Oder), hatte einen 190 Meter langen und fünf Meter breiten Hausbahnsteig. Gleis 2 verfügte über einen 225 Meter langen und sechs Meter breiten Zwischenbahnsteig. Gleis 3 und 4 teilten sich einen gemeinsamen Mittelbahnsteig mit 210 Metern Länge und 7,50 Meter Breite. Gleis 5 war ebenfalls Hauptgleis, verfügte aber über keine Bahnsteigkante. Daneben existierten sechs weitere Nebengleise. Die Bahnsteige waren über einen Personentunnel miteinander verbunden.
Die Züge nach Neurüdnitz fuhren von den Gleisen 3 und 4, während die Züge nach Eberswalde, Frankfurt und Werneuchen von allen vier Bahnsteiggleisen ankommen und abfahren konnten.
Der Bahnhof verfügte 1967 insgesamt über 17 Gleise:
| Nummer | Länge |    | Nummer | Länge |
| ------ | ----- | -- | ------ | ----- |
| 01     |       | 13 | 077 m  |       |
| 02     | 668 m | 14 | 230 m  |       |
| 03     | 525 m | 15 | 230 m  |       |
| 04     | 506 m | 16 | 057 m  |       |
| 05     | 519 m | 17 | 160 m  |       |
| 06     | 360 m | 19 | 500 m  |       |
| 10     | 335 m | 21 | 200 m  |       |
| 11     | 350 m | 32 | 120 m  |       |
| 12     | 350 m |    |        |       |

### Empfangsgebäude

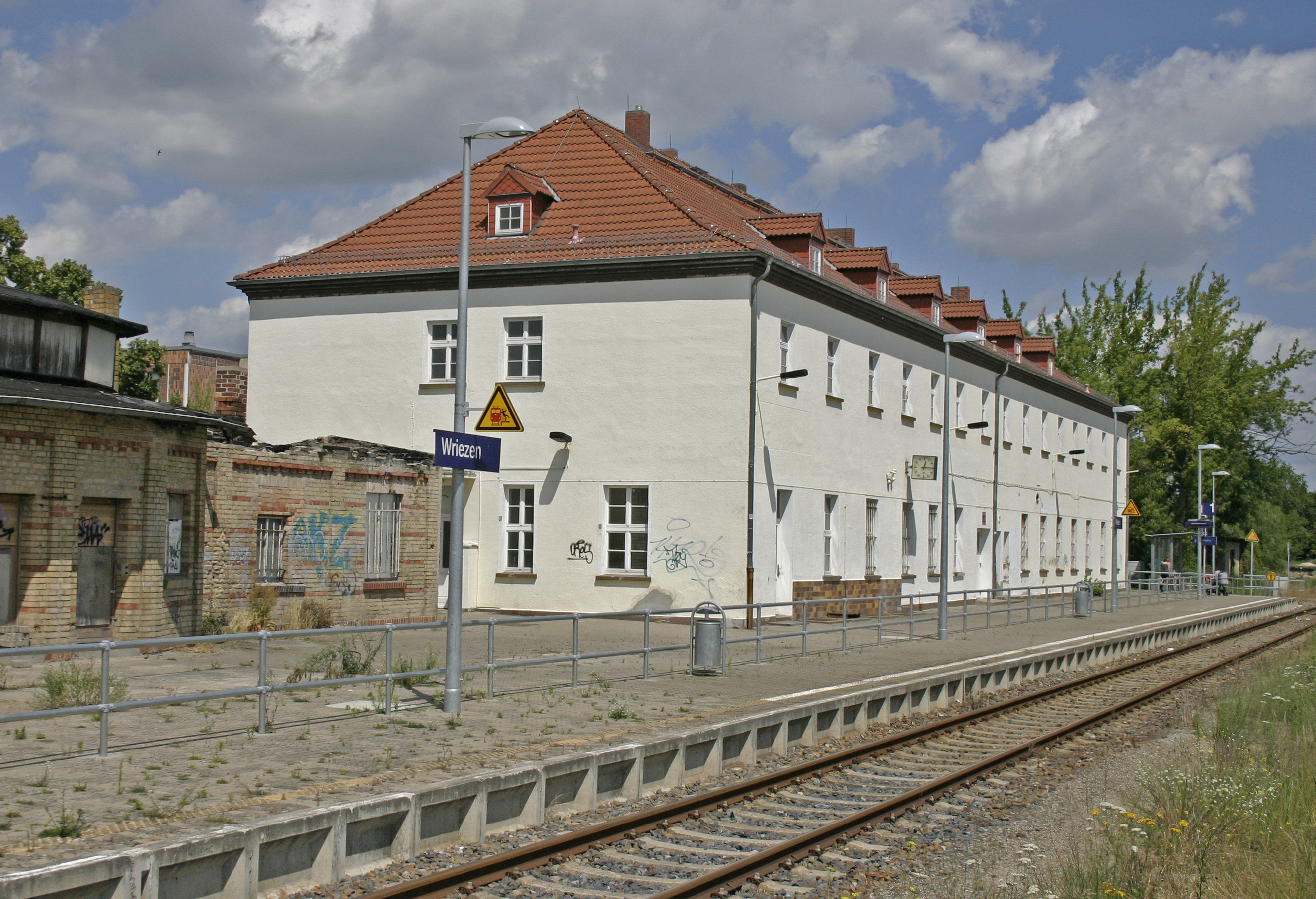
Empfangsgebäude, Gleisseite, 2015

Das nach dem Zweiten Weltkrieg wiederaufgebaute zweigeschossige, fünfzehnachsige Empfangsgebäude mit Walmdach stammt aus dem Jahre 1952. Im Juni 2014 wurde es versteigert, das Zuschlagsgebot lag bei 35.000 Euro. Die Nutzfläche des Gebäudes wurde mit 1000 Quadratmetern angegeben. Zum Zeitpunkt der Auktion war eine Wohnung im ersten Stockwerk vermietet.
Im November 2020 wurde das Empfangsgebäude von der Mittenwalder Eisenbahnimmobiliengesellschaft mbH an die Stadt Wriezen weiterverkauft.

### Stellwerke
Der Bahnhof Wriezen verfügte über drei mechanische Stellwerke, von denen eines noch besetzt ist. Von Nord nach Süd waren dies die Stellwerke Wnt (Wriezen Nordturm), an der Ausfahrt nach Neurüdnitz und Bad Freienwalde (Oder) gelegen, Wrt (Wriezen Rangierturm) am Südende des Bahnsteigs 3 und Wst (Wriezen Südturm) in Höhe des südlichen Bahnübergangs. Das Rangierstellwerk Wrt wurde noch vor 1954 aufgegeben; es ist nicht erhalten.
Die erhaltenen Stellwerke Wnt und Wst erhielten später die Bezeichnungen W2 und B3. Beide wurden um 1909 erbaut und haben eine Hebelbank des Berliner Herstellers Zimmermann & Buchloh. Das Wärterstellwerk W2 ist ein massiver, verputzter, zweigeschossiger Fachwerksbau mit Satteldach. Das andere Befehlsstellwerk B3 stammt ebenso aus dem Jahre 1909. In den Jahren 2004/05 wurde es umgebaut. Von den bautechnischen Eigenschaften ist es identisch mit W2. Jedoch ist es dreigeschossig und besitzt ein Walmdach. In den Jahren 2013 und 2014 stellte die DB Netz die Signaltechnik von mechanisch bedienten H/V-Formsignalen auf Hl-Lichtsignale um. Am Stellwerk W2 wurde hierzu ein separater Relaisraum errichtet und im Stellwerk ein Stelltisch aufgebaut. Nach Abschluss der Arbeiten konnte das Stellwerk B3 aufgegeben werden, Stellwerk W2 erhielt als verbliebenes Befehlsstellwerk die Bezeichnung Wrz. Der Fahrdienstleiter übernahm dann auch die Funktion des Zugleiters für die Nachbarbetriebsstellen, deren Stellwerke ersatzlos außer Betrieb gingen.
Im Jahr 2022 soll das Stellwerk wieder außer Betrieb gehen und durch ein Elektronisches Stellwerk mit Ks-Lichtsignalen abgelöst werden.

Stellwerke im Bf Wriezen
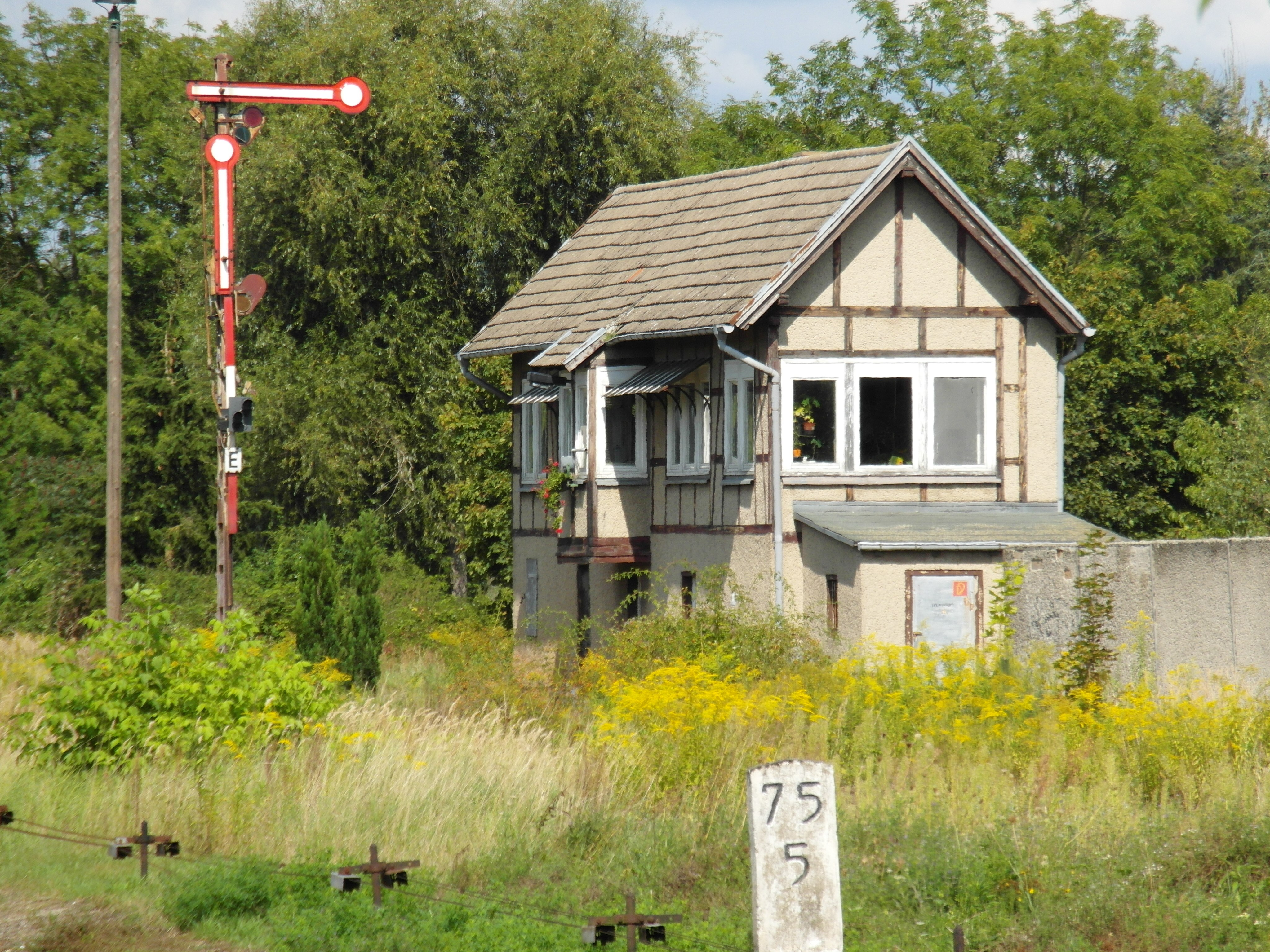
Stellwerk W2, 2012
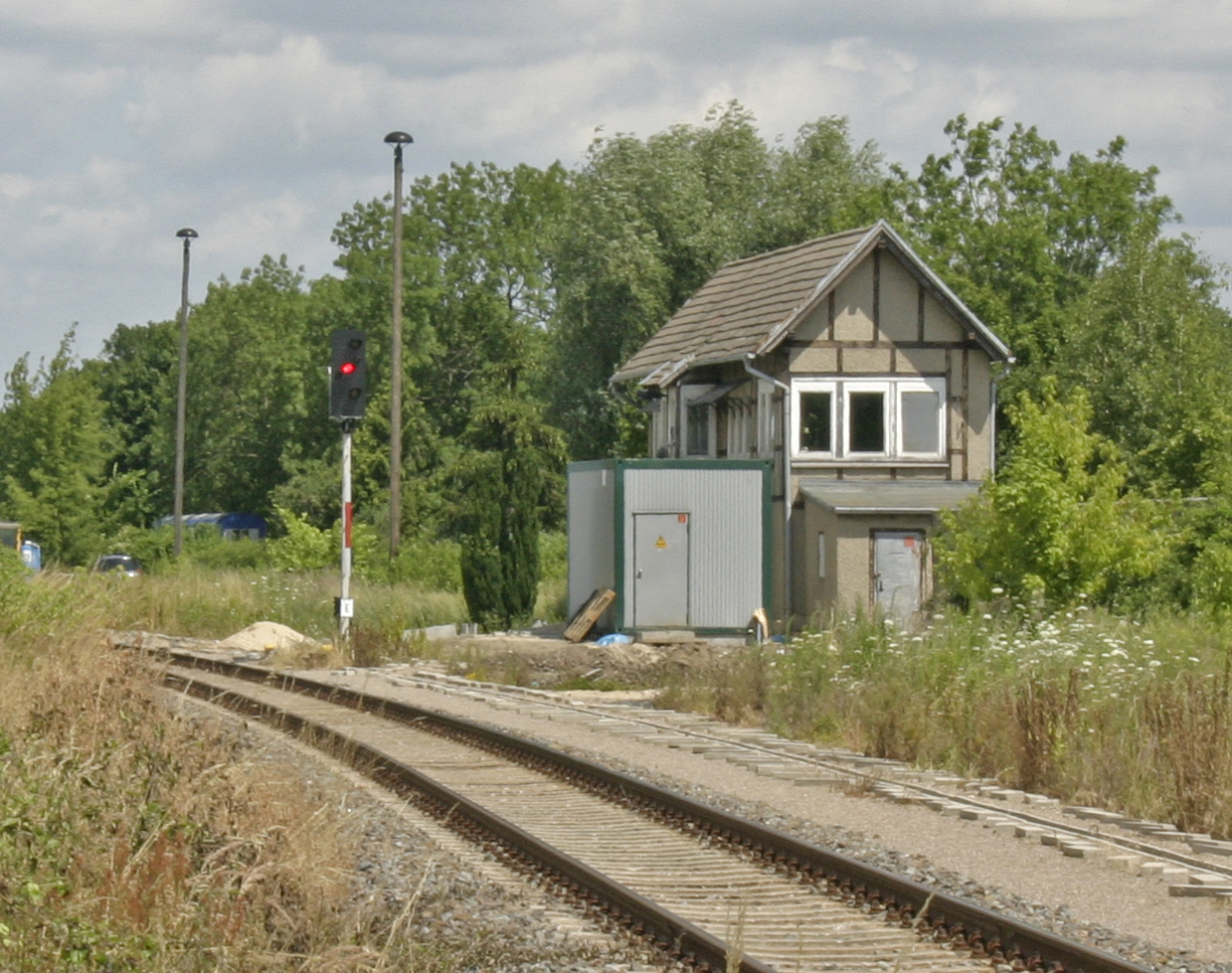
Stellwerk Wrz (ehem. W2), 2015
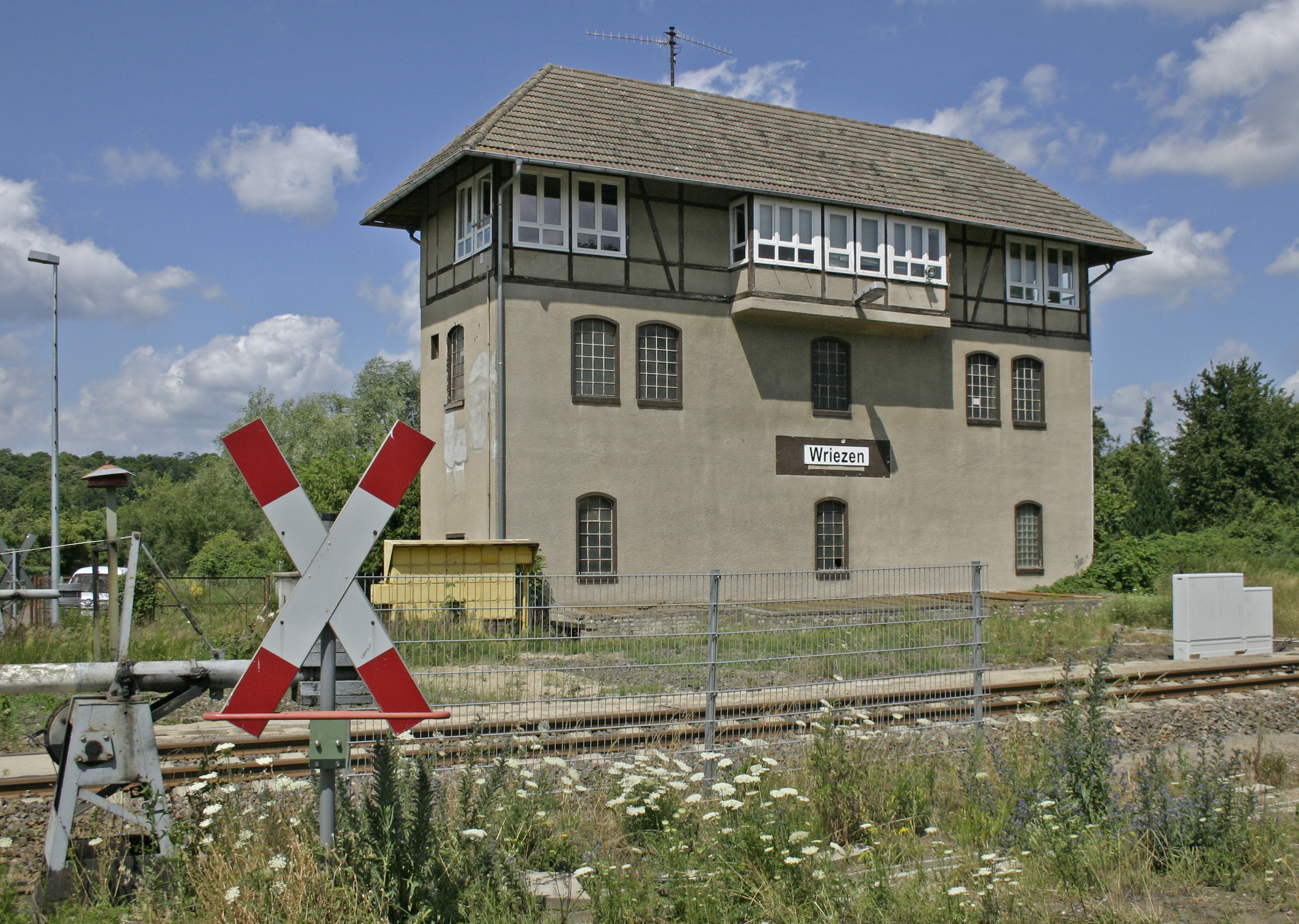
Ehem. Stellwerk B3, 2015

### Bahnbetriebswerk

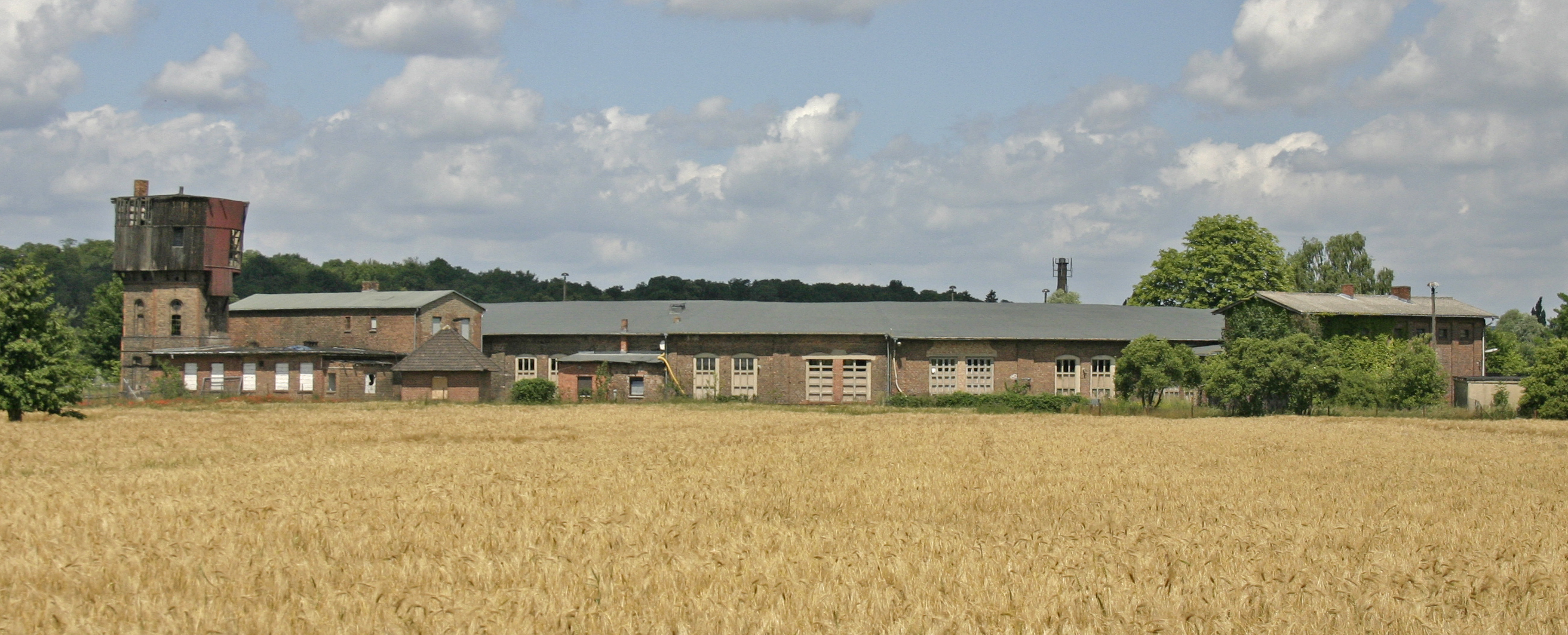
Rückseite des Lokschuppens und Wasserturm, 2015

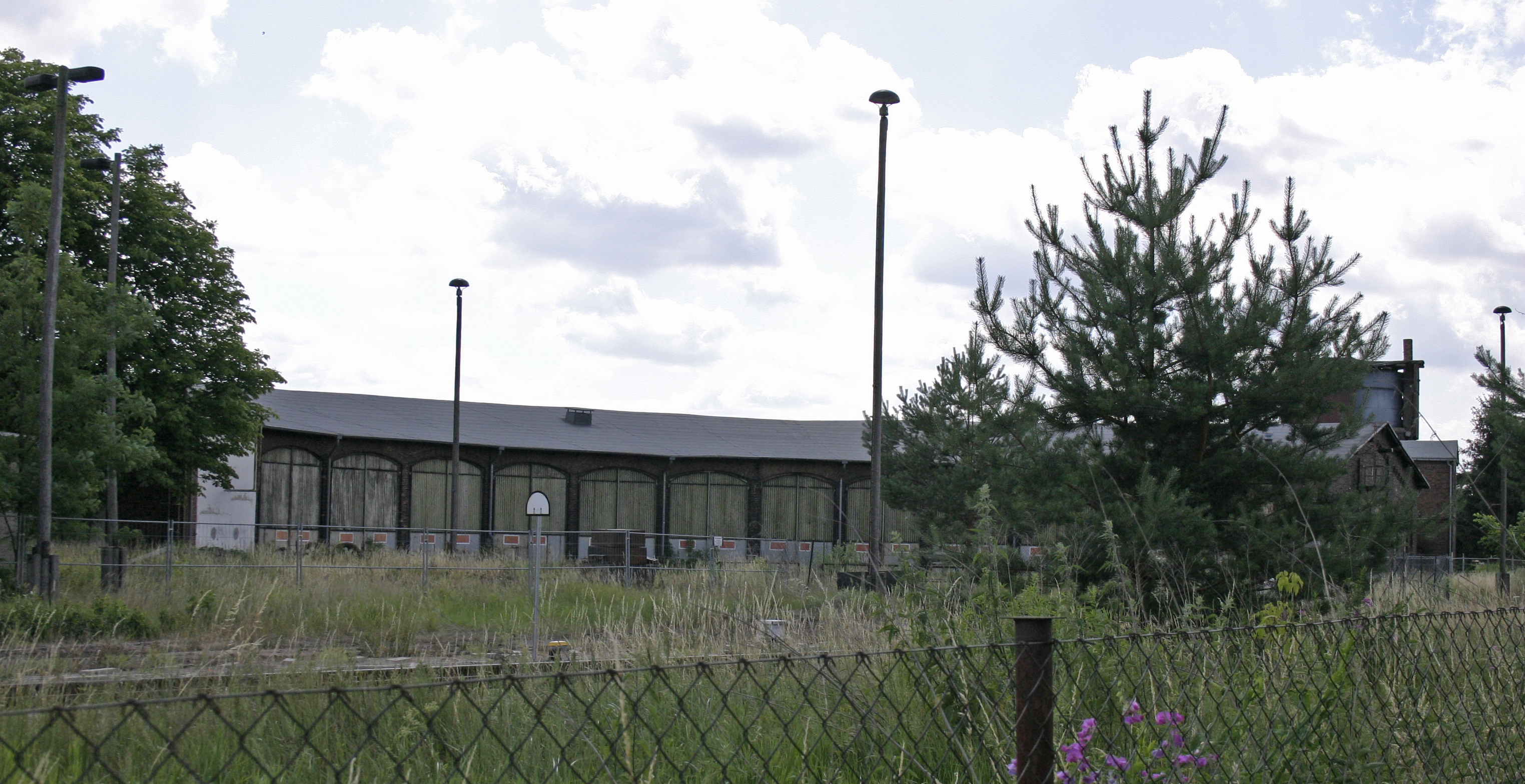
Lokschuppen, 2015

Vorläufer des späteren Bahnbetriebswerks war die 1877 gegründete Maschinenstation Wriezen. Die Lokstation beherbergte im Jahr 1892 drei Maschinen, zwei T 3 sowie eine G 2. Mit dem Bau der Wriezener Bahn entstand dann das Bahnbetriebswerk (Bw) Wriezen. Die Anlage umfasste einen zunächst zehnständigen Ringlokschuppen mit vorgelagerter Drehscheibe, Werkstatt und Lager, Verwaltung und einem Wasserturm. Der Lokomotivschuppen ist ein viertelkreisförmiger massiver Ziegelbau mit Satteldach. Unmittelbar daneben befindet sich ein Werkstattgebäude, ein massiver, siebenachsiger Ziegelbau mit Satteldach und ist durch eingeschossigen Zwischenbau mit dem Lokschuppen auf dessen Rückseite verbunden. Am südlichen Giebel des Schuppens befindet sich noch ein Wohnhaus. Dabei handelt es sich um einen zweigeschossigen, massiven Ziegelbau mit Satteldach. Der Wasserturm hat drei Geschosse. Er ist in massiver Ziegelbauweise ausgeführt und verfügt über ein Walmdach. Ein weiterer Wasserturm befindet sich neben dem Empfangsgebäude. Den achteckigen Ziegelbau mit Walmdach errichtete man zwischen 1886 und 1890.
Beginnend ab 1918 erhielt das Bw Wriezen neue Maschinen. Für den Güterzugverkehr waren Lokomotiven der Baureihen G 10 (ab 1925: 5710–35) und G 52 (542–3) stationiert, im Reisezugdienst waren P 42 (360–4) und T 18 (780–5) anzutreffen. Ab 1928 waren auch Maschinen der Baureihe 24 in Wriezen beheimatet. 1926 wurde die Drehscheibe durch eine größere ersetzt, zeitgleich wurde der Lokschuppen um ein Gleis erweitert. Anfang der 1930er Jahre kamen zwei weitere Stände hinzu. Dabei handelte es sich um neun Reparaturstände, zwei Auswaschstände und zwei Auswechselstände, die je ungefähr 20,50 Meter lang und 1,10 Meter tief waren. Ab 1935 unterstand das Bw Bad Freienwalde (Oder) dem Bw Wriezen als Lokstation.
|            | Baureihe | Baureihe | Baureihe | Baureihe | Baureihe | Baureihe | Baureihe | Baureihe | Baureihe | Baureihe | Baureihe |
| Datum      | 24       | 38       | 52       | 55       | 57       | 74       | 78       | 89       | 91       | 93       | fremde   |
| ---------- | -------- | -------- | -------- | -------- | -------- | -------- | -------- | -------- | -------- | -------- | -------- |
| 01.02.1932 | 7        | –        | –        | 1        | 6        | 2        | 3        | –        | –        | –        | –        |
| 01.02.1944 | –        | –        | –        | –        | 4        | 2        | 8        | –        | 1        | 2        | 7        |
| 30.08.1955 | –        | –        | 3        | 2        | –        | –        | –        | 28       | 1        | 1        | –        |
| 01.01.1968 | –        | 8        | 8        | –        | –        | –        | –        | –        | –        | –        | –        |

Während des Zweiten Weltkrieges kam es zu zahlreichen Bestandsveränderungen. Während die Maschinen der Baureihe 24, 55 und 57 an die Ostfront geschickt wurden, kamen ersatzweise die Baureihen 50 und später auch 52 nach Wriezen. Die Bestandsaufnahme von 1944 gibt zudem fünf Beutelokomotiven der belgischen Staatsbahn SNCB/NMBS sowie zwei Beutelokomotiven der französischen Staatsbahn SNCF an. Vor der Einnahme durch die Rote Armee zog die Deutsche Reichsbahn nahezu sämtliche Lokomotiven aus Wriezen ab, lediglich die Maschinen 78 006 und 78 109 blieben im Lokschuppen zurück und wurden beim Angriff auf die Stadt schwer beschädigt. Infolge der Zerstörungen löste die Reichsbahn das Bw Wriezen auf und stellte als Lokstation unter die Verwaltung des Bw Eberswalde. Für ein Jahr gehörte das Betriebswerk dem Bw Frankfurt (Oder) Pbf an.
Ab dem 1. April 1955 war Wriezen wieder ein eigenständiges Bw. Ihm zugeteilt waren die Lokstationen in Beeskow und Kietz sowie Groß Neuendorf, Fürstenwalde (Spree), Müncheberg (Mark) und Dolgelin auf der Oderbruchbahn. Zu diesem Zeitpunkt verzeichnete das Bw Wriezen 36 Lokomotiven in seinem Bestand, etwa die Hälfte davon war vor Ort stationiert.
1962/63 wurde die Drehscheibe auf 23 Meter Durchmesser vergrößert. In den 1960er-Jahren bereinigte die Deutsche Reichsbahn die Bestände der einzelnen Bws. In Wriezen konzentrierten sich in der Folgezeit vor allem Lokomotiven der Baureihen 38, 52 und 5280, die übrigen Baureihen wurden dagegen schrittweise abgezogen. Ab dem 1. Januar 1968 war das Bw Wriezen eine Einsatzstelle des neu geschaffenen Bw Frankfurt (Oder). Ab 1969 lösten Lokomotiven der Baureihe 6510 sowie vereinzelt 62 die Baureihe 38 ab.
In den 1970er Jahren gingen infolge des Traktionswandels die Leistungen der Dampflokomotiven zurück. Als letzte Dampflokomotive fuhr 52 8029 am 4. August 1981 einen Zug von Eberswalde Hbf nach Wriezen; die Maschine diente nach ihrer Ausmusterung als Heizlokomotive. Nach der Umstellung auf Dieselbetrieb waren insbesondere die Baureihen 106, 110, 130 und 132 anzutreffen. 1993 gab die Deutsche Reichsbahn das Bw Wriezen auf.

### Güterschuppen
Nördlich des Stellwerks B3 befindet sich ein eingeschossiger Güterschuppen. Das massive Ziegelbau mit Satteldach wurde zwischen 1901 und 1911 erbaut. Das Bauwerk trägt die Inschrift Güterabfertigung.
Nordöstlich des Güterschuppens befindet sich noch ein Wasserkran aus Gusseisen.

weitere Anlagen
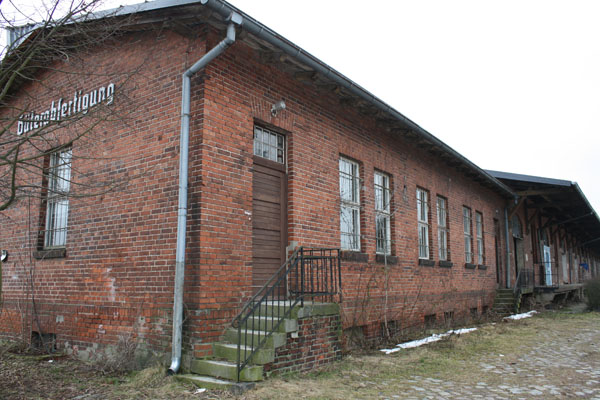
Güterschuppen, 2013
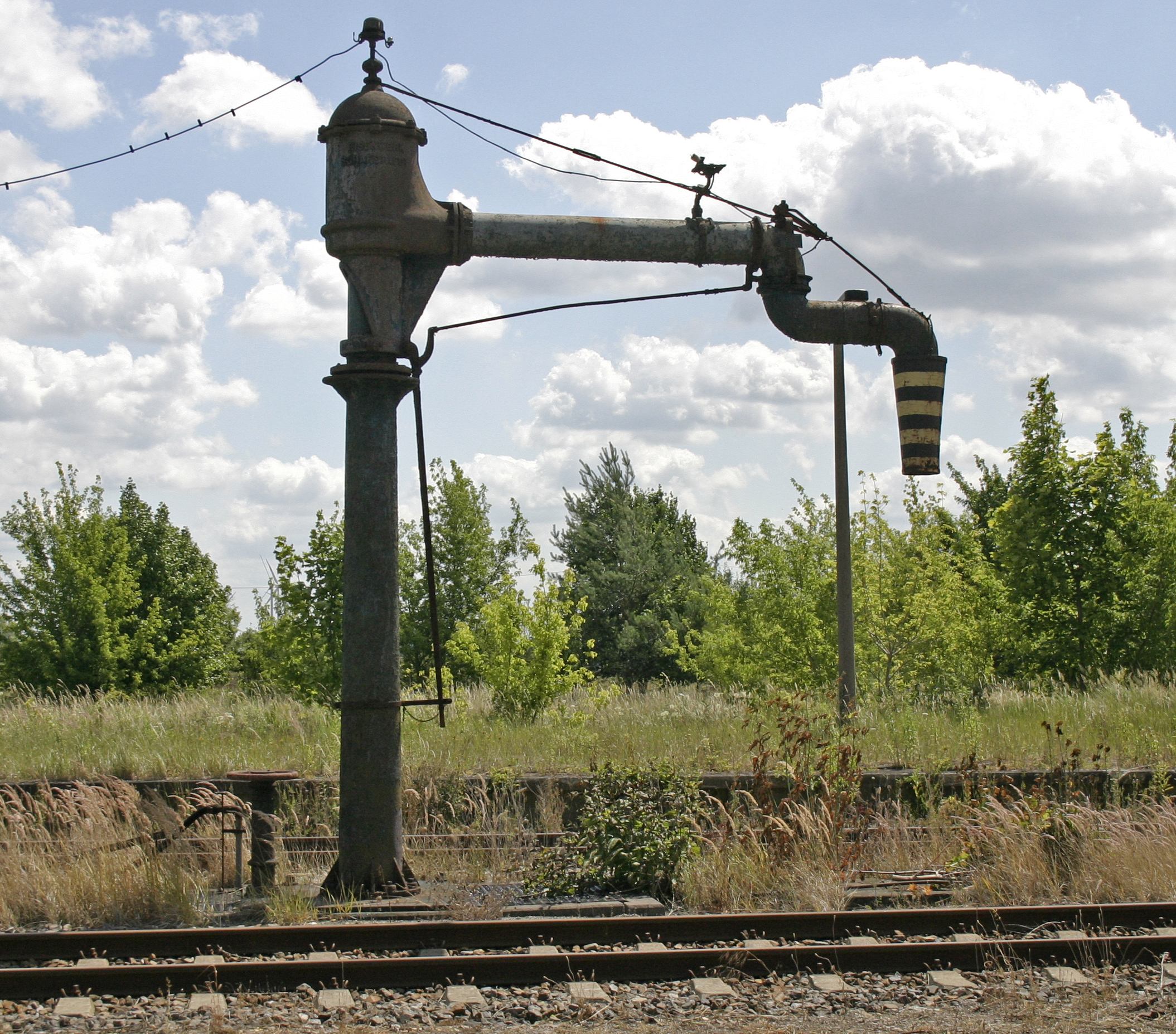
Wasserkran, 2015
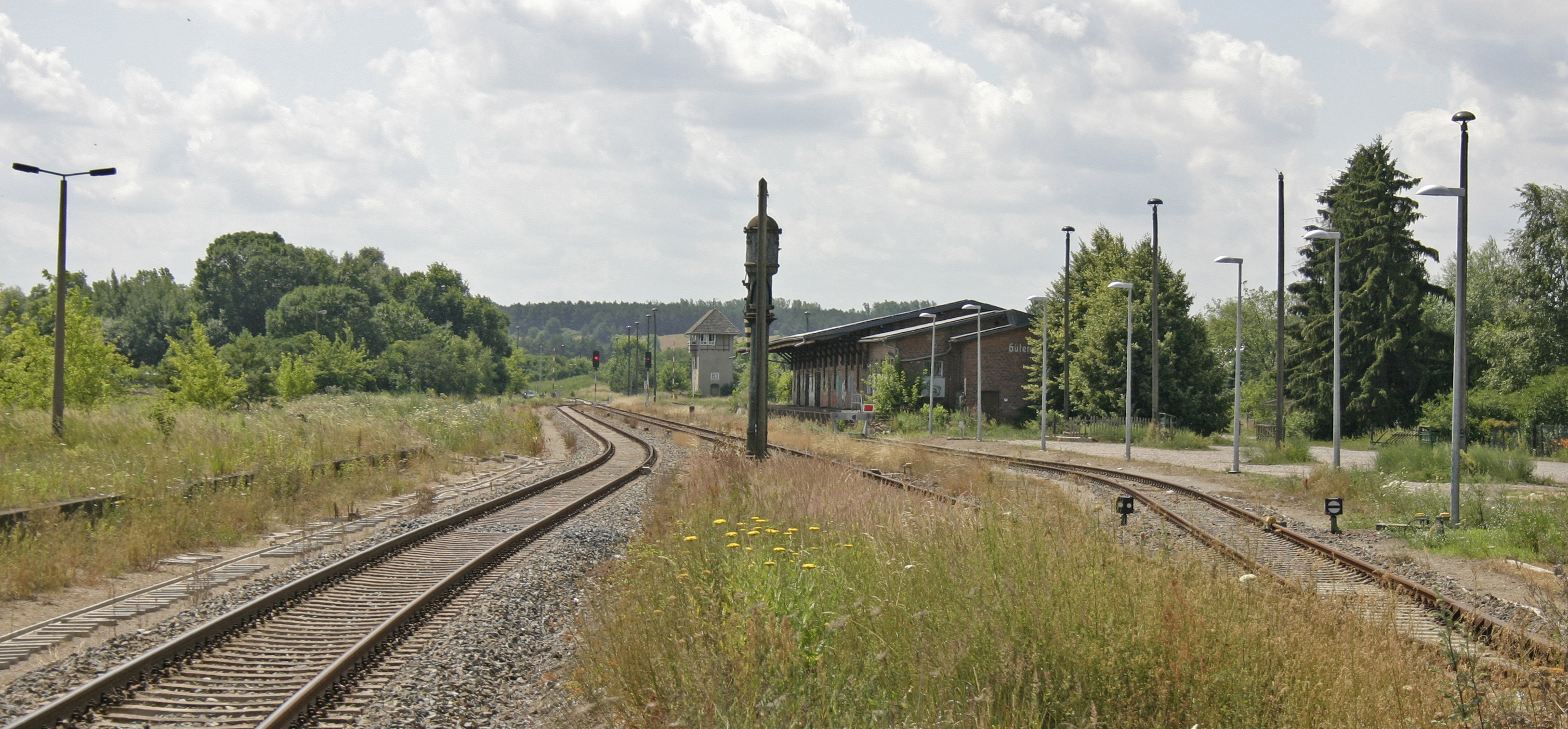
Güterschuppen, Wasserkran und Stellwerk B3 (HG), 2015
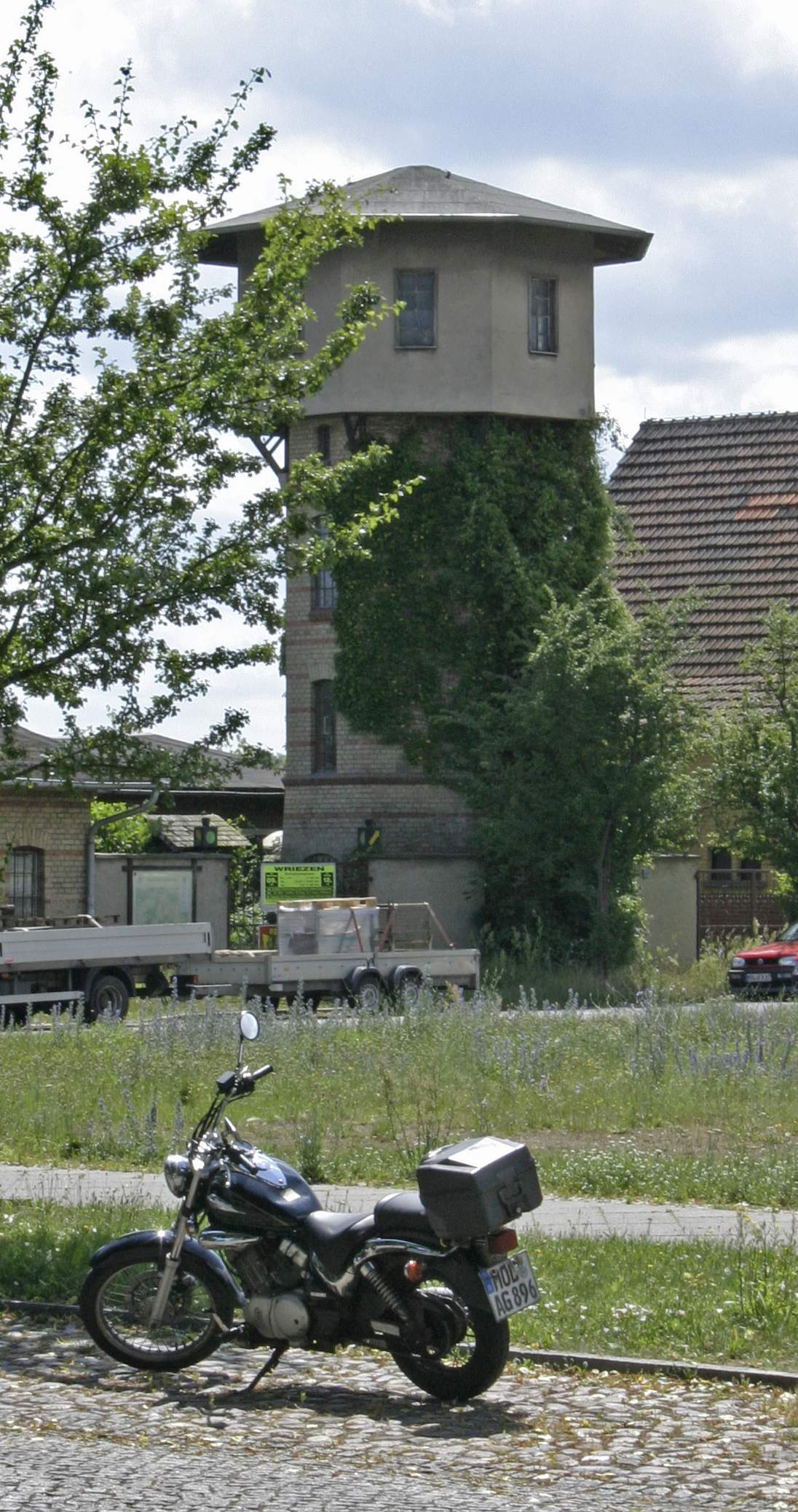
Wasserturm am Empfangsgebäude, 2015
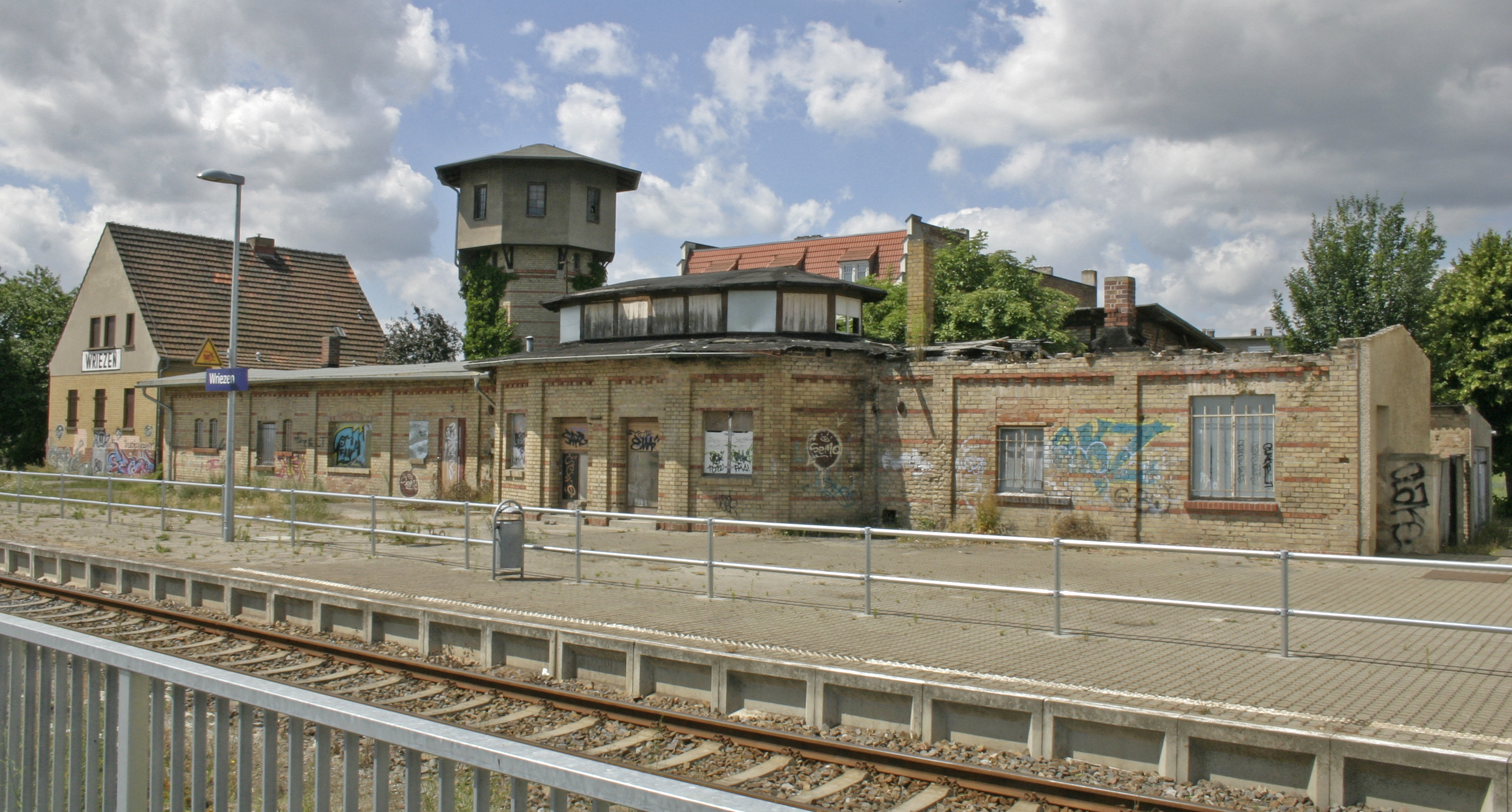
Nebengebäude mit Wasserturm, 2015

### Weitere Anlagen
Im Jahre 1926 verfügte der Bahnhof über ein Eisenbahntelegrafenamt für den öffentlichen Verkehr, eine Laderampe für Kopf- und Seitenverladung, eine Gleiswaage, die 30 t tragen konnte, ein Zollamt und eine Bestätterei, die für An- und Abfuhr der Güter von der Straße sorgte.

## Dienststellen in Wriezen
Am 1. Januar 1926 existierte in Wriezen sieben selbstständige Dienststellen der Deutschen Reichsbahn und der Oderbruchbahn:
- Bahnhof Wriezen
- Bahnhofskasse Wriezen
- Bahnmeisterei 1 Wriezen
- Bahnmeisterei 2 Wriezen
- Bahnbetriebswerk Wriezen
- Güterabfertigung Wriezen
- Bahnhof Wriezen Kleinbahn

## Kleinbahnhof der Oderbruchbahn
Als zwischen den Jahren 1911 und 1966 die Oderbruchbahn in Wriezen ihren Endpunkt hatte, hielten die Züge auf dieser Strecken in einem separaten Kleinbahnhof, der sich samt seinen Anlagen (Empfangsgebäude, Bahnsteige und zweiständiger Lokschuppen) östlich des Staatsbahnhofs befand. Beide Bahnhofsteile waren über einen Personentunnel miteinander verbunden.

## Verkehrsanbindung
| Linie                    | Linienverlauf | Takt (min) | EVU                      |
| ------------------------ | --- | ---------- | ------------------------ |
| RB 60                    | Eberswalde Hbf – Niederfinow – Falkenberg (Mark) – Bad Freienwalde (Oder) – Altranft – Wriezen – Neutrebbin – Letschin – Werbig – Seelow (Mark) – Frankfurt (Oder) | 60         | Niederbarnimer Eisenbahn |
| Stand: 15. Dezember 2024 | |            |                          |

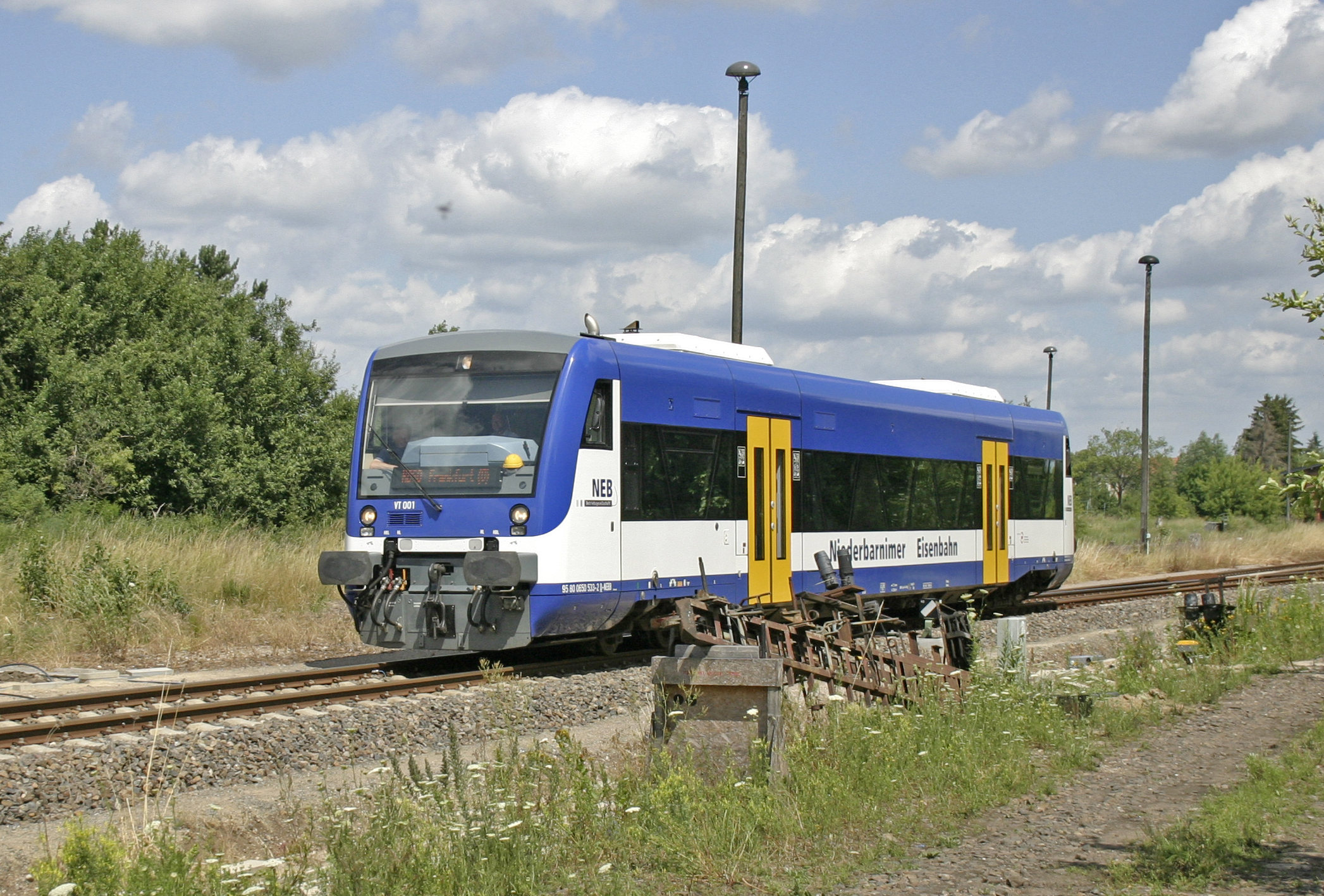
VT 001 der NEB bei der Ausfahrt aus Wriezen nach Frankfurt (Oder), 2015

Zudem halten am Bahnhof einige Buslinien.